# Смертні машини (тетралогія)
«Квартет смертних машин» (англ. Mortal Engines Quartet), «Хижі міста» (англ. Predator Cities) — тетралогія науково-фантастичних романів британського письменника Філіпа Ріва, що складається з чотирьох творів — «Смертні машини» (2001), «Золото хижака» (2003), «Інфернальні пристрої» (2005) та «Темна рівнина» (2006).
Universal Pictures випустила екранізацію першого роману «Смертні машини» у 2018 році.

## Основні персонажі
| Том Нетсворті (Tom Natsworthy) | Головний герой книги, учень гільдії істориків та помічник у музеї                              |
| Естер Шоу (Hester Shaw)        | Головна героїня книги, дівчина скарбошукач, переслідує Таддеуса Валентайна за вбивство батьків |

## Кіноадаптація
У 2009 році відомий американський режисер Пітер Джексон оголосив про намір адаптувати роман для широких екранів. У жовтні 2016 року Джексон повідомив, що фільм стане його наступним проектом як продюсера у співавторстві разом з Френом Волшем та Філіппою Бойенс. Режисером зголосився виступити давній колега Джексона режисер Крістіан Ріверс. Показ фільму відбувся 27 листопада 2018 року у Великій Британії та 14 грудня у США та Європі.